# Заальфельд
Заальфельд (нім. Saalfeld) — місто в Німеччині, розташоване в землі Тюрингія. Адміністративний центр району Заальфельд-Рудольштадт.
Площа — 48,75 км2. Населення становить 29 224 ос. (станом на 31 грудня 2021).

## Географія
Заальфельд розташований у долині річки Заале, яка колись дала назву місту, на висоті приблизно 235 метрів. На південний захід від міста починаються Тюрінгські сланцеві гори з висотою понад 500 метрів на околиці міста. На південь розташована долина річки Заале та її приток Локіц і Сорміц. Ці долини є глибокими, вузькими і мають дуже мальовничий краєвид. Крім того, на південному сході міста розташована система гребель «Заальський каскад», яка простягається вздовж Заале до Бад-Лобенштайна і включає греблі Блейлохталь і Хоенварте, які є найбільшими греблями Тюрінгії і двома з найбільших гребель Німеччини. На схід від міста починається Орласька улоговина, родюча, широка долина, що простягається до міста Тріптіс, розташованого за 35 кілометрів на схід. На північ від Заальфельда розташована Вордере-Хайде, найпівденніша частина Тюрінгенського лісового масиву з горою Кульм висотою 481 метр, місцевою горою міста, на якій знаходиться сталева башта, з якої відкривається вид на всю околицю. Біля Заальфельда починаються родовища кольорового пісковику, які простягаються на північ до Ротенштайна. На північному заході Заальфельд залишає місто; там також розташовані сусідні міста Рудольштадт і Бад-Бланкенбург, початок долини Шварца.
Саме місто розташоване на західному, гірському березі Заале. Старе місто розташоване на пагорбі неподалік від річки. Воно оточене іншими житловими районами, тоді як на східному березі Заале навколо залізничного вокзалу Заальфельд (Заале) переважають промислові та комерційні райони. Тут також розташований район Горндорф з панельними будинками міста. Хоча після об'єднання Німеччини цей панельний мікрорайон вважався непривабливим і соціально нестабільним, Заальфельд зумів значно підвищити його цінність за допомогою власної концепції міського розвитку.

## Клімат
Середньорічна температура в Заальфельд становить 8,6 °C. Річна кількість опадів становить 527 мм.[3]

### Сусідні громади
Сусідніми громадами є Рудольштадт, Унтервелленборн, Каульсдорф, Пробсцелла, Грефенталь, Нойхаус-ам-Реннвег, Меура, Рорбах, Дешніц, Шварцбург і Бад-Бланкенбург.

### Структура міста
Заальфельд складається з наступних районів, номери яких відповідають основному статуту:[2]
1. Заальфельд
2. Альтзаальфельд
3. Гарнсдорф
4. Граба
5. Кедіц
6. Оберніц
7. Ремшютц
8. Горндорф
9. Бойльвіц з Ауе-ам-Берг, Бойльвіц, Крестен та Вельсдорф
10. Арнсгеройт
11. Заальфельдер Хее з Бернсдорфом, Біркенгайде, Браунсдорфом, Буркерсдорфом, Діттерсдорфом, Діттріхсхютте, Ейбою, Гоенайхе, Кляйнгешвендою, Кнобельсдорфом, Лозіц-Єміхеном, Решвіцем, Унтервірбахом, Фолькманнсдорфом, Вікерсдорфом, Віттманнсгеройтом та Вітцендорфом
12. Вітгендорф
13. Райхманнсдорф з Гессельсдорфом та Шлагеталем
14. Шмідефельд з Таубенбахом

## Історія

### Засновано до 1800 року
Джерельний матеріал про середньовічну історію Заальфельда є складним. Перша документальна згадка як "Салауельда" в документі імператора Арнульфа від 899 року вважається достовірною майже всіма істориками, хоча редактори каталогу документів "Regnum Francorum online" описують згадану "Салауельду" як неідентифіковану (RFO D_Arn 174), а редактори "Monumenta Germaniae Historica" не інтерпретують жодної з восьми топонімів, що входять до його складу (MGH DD Arn 174). Тут міг існувати каролінгський королівський палац, але в жодному сучасному документі його не згадують. Його каплиця, можливо, була церквою району Граба. Однак Граба вперше згадується в документі 997 року без згадки про королівський двір (Regesta Imperii II,3,1233). Архієпископ Майнца Фрідріх святкував тут Різдво у 952 році (RIplus Regg EB Mainz 1), а у 979 році імператор Оттон II зупинявся тут у ймовірному палаці (Regesta Imperii II,2,791). Пізніший імператор Генріх II подарував територію навколо Заальфельда пфальцькому графу Еццо Лотарингському у 1012 році (документ, що стосується цього, не включено до "Regesta Imperii"), чия дочка Річеза подарувала її Кельнському архієпископству у 1056 році (не включено до "Regesta Imperii"). Достеменно відомо, що у 1071 році архієпископ Кельнський Анно II заснував тут бенедиктинський монастир Святих Петра і Павла, а архієпископ Майнца Адальберт I підтвердив свої володіння бенедиктинському монастирю у 1125 році (обидва документи в RIplus Regg. EB Mainz 1). Місто швидко перетворилося на центр церковної влади у східній Тюрінгії. Ченці очолювали християнізацію та заселення навколишньої території. Історик Ламперт фон Герсфельд, який перебував у монастирі Заальфельд протягом кількох тижнів, повідомляв про заснування монастиря. Його хроніки були єдиними письмовими джерелами регіональної історії протягом багатьох років. Монастир проіснував до Реформації (до 1526 року).
Після повернення до імперської власності Заальфельд отримав міські права у 1208 році, ставши четвертим містом у Тюрінгії, яке отримало такі права. У той же час імператор Фрідріх Барбаросса наказав заснувати міське поселення, яке виросло на південь від старого села (Альтзаальфельд). Міська хартія підтверджена у 1208 році Шварцбургами, які на той час були феодалами Заальфельда. Міську стіну було збудовано в 1363 році, першу ратушу — в 1389 році, а перший міст через річку Заале згадується в 1373 році. Близько 1250 року до бенедиктинського монастиря було додано францисканський монастир, який проіснував до 1534 року. Він розташовувався в будівлі, де зараз розташований Міський музей. Економічна діяльність міста включає сплав на плотах по Заале з 1258 року та гірничодобувну промисловість з кінця 13 століття. У 1346 році місто нарешті отримало право ловити рибу в Заале, що досі символізує вусач на гербі міста. Ще одне право було додано в 1482 році, коли мешканці Заальфельда отримали верховну юрисдикцію над землею. Розпочався період економічного процвітання. У 1389 році Заальфельд перейшов від Шварцбургів до Веттинів, які утримували його до Листопадової революції та скасування монархій у Німеччині в 1918 році. Під час розділу Ерфурта в 1572 році Заальфельд перейшов до Саксен-Веймара, в 1603 році до Саксен-Альтенбурга, а в 1673 році до Саксен-Готи.
Сучасна Ринкова аптека була першою резиденцією міського губернатора в Середньовіччі. Церква Святого Івана була завершена в 1514 році після майже 150 років будівництва. Однак міська пожежа знову знищила значну частину Заальфельда в 1517 році. Під час подальшої реконструкції місто набуло свого сучасного вигляду, що характеризується будівлями епохи Відродження. Серед інших будівель були побудовані сучасна ратуша (1529–1537), монетний двір (1551), багато міських будинків і, дещо пізніше, міська аптека (1617–1620).
Герцог Альбрехт зробив Заальфельд своєю резиденцією в 1675 році та розпочав будівництво замку Заальфельд у 1677 році. Після поділу маєтку в 1680 році його перебрав до рук його молодший брат, Йоганн Ернст, і будівництво було завершено до 1726 року. Його було збудовано на місці колишнього бенедиктинського монастиря, який був знесений для його будівництва. Потреба в житловому палаці виникла через поділ спадщини Ернестинців, який планувався з 1675 року та остаточно здійснився в 1680 році. Це призвело до створення герцогства Саксен-Заальфельд, яке проіснувало лише до 1745 року, а згодом перейшло у володіння Саксен-Кобург (згодом відомого як Саксен-Кобург-Заальфельд). Після того, як лінія Саксен-Гота та Альтенбург припинилася в 1825 році, Саксен-Гота стала частиною Саксен-Кобург-Заальфельда (тому перейменованого на Саксен-Кобург і Гота), який натомість поступився Заальфельдом та більшою частиною Саксен-Гільдбургхаузена Саксен-Майнінгену. Фрідріх Саксен-Гільдбургхаузен став герцогом відновленого Саксен-Альтенбурга.

### 1800 р. до теперішнього часу
10 жовтня 1806 року відбулася битва при Заальфельді, яка закінчилася перемогою 14 000 французьких солдатів над 9000-тисячною прусською армією, в якій загинув прусський принц Луї Фердинанд. У 19 столітті також почалася індустріалізація Заальфельда, яка досягла найбільшого розквіту після відкриття залізничної лінії Лейпциг-Гера-Заальфельд у 1871 році. У наступні десятиліття Заальфельд перетворився на важливий залізничний вузол між Лейпцигом і Нюрнбергом, з подальшими сполученнями з Гофом і Герою на сході, Єною на півночі, Нюрнбергом на півдні та Ерфуртом і Зоннебергом на заході. Місцеві залізничні лінії також вели через Роттенбах до Кенігзее та Каццютте. У 1939 році круту Франконську лісову залізницю вперше електрифікували, перш ніж Радянський Союз, як і Заальська залізниця, зняв щогли та контактний провід як репарації у 1945 році. Лінія між Пробстцеллою та Камбургом не була електрифікована знову до 1995 року, після возз'єднання Німеччини. Під час індустріалізації гірничодобувна промисловість Заальфельда, яка працювала з Середньовіччя, перетворилася на шахту Максхютте Унтервелленборн, філію Верхньопфальської Максхютте, заснованої в 1872 році. Сплав по річці Зааль, який також функціонував з Середньовіччя, був припинений лише в 1938 році після будівництва Заальського каскаду.
У 1914 році Гроти фей були відкриті для публіки, після того, як їх було виявлено в старих шахтних тунелях у 1910 році. Після Першої світової війни та Листопадової революції 1918 року в Німеччині було скасовано монархії, і була заснована нова Вільна держава Тюрінгія. Заальфельд став районним центром округу Заальфельд, який існував до 1994 року. До цього місто було адміністративним центром округу Заальфельд у герцогстві Саксен-Майнінген з 1868 року, хоча округ мав суттєво відмінне географічне розташування від свого наступника.
За часів нацистської епохи люди зазнавали переслідувань з расистських, політичних та релігійних причин, які розпочалися в 1933 році з їхнього ув'язнення у в'язниці окружного суду, відомій як «капелюшна коробка». Людей також переслідували з євгенічних причин, таких як 571 особа, яких примусово стерилізував Суд спадкового здоров'я. Єврейські громадяни Заальфельда були змушені у вигнання і, починаючи з 1941 року, були вбиті в гетто або таборах смерті. У Пам'ятній книзі - Жертви переслідувань євреїв за націонал-соціалістичної тиранії 1933–1945 років перераховано поіменно 15 єврейських жителів, які стали жертвами Голокосту.[4]
Ще у 1939 році євреїв було залучено до закритих робіт на будівництво греблі Гогенварте та розміщено в таборі поблизу Заальфельда.[5] Під час Другої світової війни 1491 військовополонених, а також жінок та чоловіків з країн, окупованих Німеччиною, переважно з Радянського Союзу, було примусово залучено до примусових робіт: в Оптичному інституті 99, в SAG 99, на заводі Mecano Works, на Mitteldeutsche Elektro, в компанії Max Schaede, в компанії Auerbach & Scheibe, в робочій групі греблі Заале в Гогенварте, в компанії Paschold, Döger & Co., на шоколадній фабриці Mauxion, в компанії Adolf Knoch, в компанії Paul Eberlein Söhne, в компанії Gustav Bodenstein та на Reichsbahn. У 1947 році на цвинтарі було збудовано радянський меморіал із 68 надгробками та трьома меморіальними дошками. На згадку про жертв маршу смерті з концентраційного табору Бухенвальд у квітні 1945 року на перетині вулиць Шлосштрассе та Ауф-дем-Грабен у 1985 році було встановлено стелу.[6] У 2008 році в Заальфельді було закладено 10 каменів спотикання для єврейських жертв націонал-соціалізму.[7]
З 1936 по 1945 рік Заальфельд був базою Вермахту (казарма принца Луї Фердинанда розташовувалися за межами міста, в муніципалітеті Бойльвіц).
Місто було сильно пошкоджене під час бомбардувань наприкінці Другої світової війни, головною ціллю яких були великі залізничні споруди. Під час американського авіанальоту в понеділок, 9 квітня 1945 року, щонайменше 208 людей загинули під градом бомб та авіаційного обстрілу в 52 бойових вильотах (близько восьми хвиль по шість-сім літаків кожна), які розпочалися незадовго до 9 ранку та тривали до 7 вечора. Жертвами були переважно жінки та діти, військовослужбовці, поранені з госпітального поїзда, що стояв на станції, та залізничний персонал. Крім того, незліченна кількість інших людей отримали серйозні поранення. Згідно з опитуваннями міської адміністрації, 22 будинки в Заальфельді були повністю зруйновані, 146 квартир було підірвано бомбами, а 573 пошкоджено. Збитки на суму 7,5 мільйона рейхсмарок були завдані понад 1300 бомбами з вибуховою силою від 500 до 1000 фунтів, а також пожежами. Серед іншого, сильно бомбардуванню піддалися залізничний вокзал, важливий транспортний вузол, та промислова зона (Альтзаальфельд) поблизу станції. Повітряний наліт близько 8:20 ранку також зупинив виробництво на заводі Максхютте, оскільки центр енергопостачання був сильно уражений. Архітектурні пам'ятки у старому місті також були пошкоджені: церква Святого Івана, францисканський монастир (міський музей), замок Заальфельд, замок Кітцерштайн, ворота Зааль та ратуша.[8]
12 квітня американські війська були розміщені на околиці міста, а вранці 13 квітня Заальфельд був переданий американцям виконуючим обов'язки мера. До цього – 12 та 13 квітня – всі мости через річку Заале в місті та околицях були підірвані вермахтом. 819 жителів Заальфельда загинули у Другій світовій війні.
Заальфельд, як і вся Тюрінгія, був переданий Червоній Армії американцями на початку липня 1945 року, що зробило його частиною Радянської окупаційної зони (ЗРО), а з 1949 року – частиною НДР.
16 серпня 1951 року велика кількість розлючених шахтарів Вісмута увірвалася до міської в'язниці та поліцейської дільниці, вимагаючи звільнення ув'язнених шахтарів. Причиною цього було невдоволення поганими соціальними умовами, спричиненими швидким припливом багатьох шахтарів для прискорення видобутку уранової руди для радянської програми ядерної зброї. У травні 1952 року Тюрінгійський державний суд засудив дванадцятьох ймовірних керівників до восьми-п'ятнадцяти років позбавлення волі.[9] Видобуток уранової руди в районі Заальфельда виявився нерентабельним і був припинений.
У 1994 році райони Заальфельд і Рудольштадт, створені в 1952 році, були об'єднані в район Заальфельд-Рудольштадт, а Заальфельд став центром району. У 1999 році в Заальфельді відбувся День Тюрінгії.

## Галерея

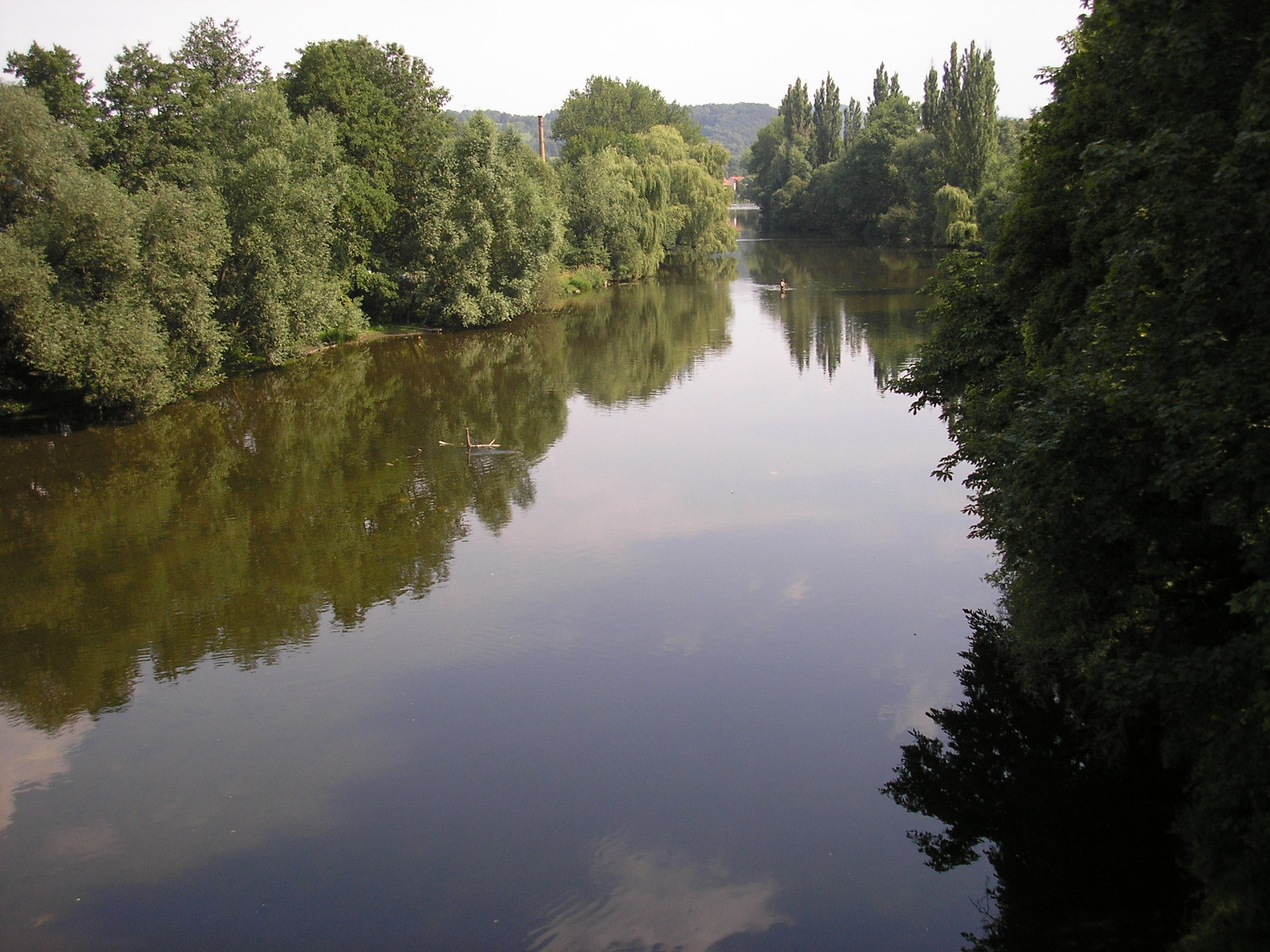
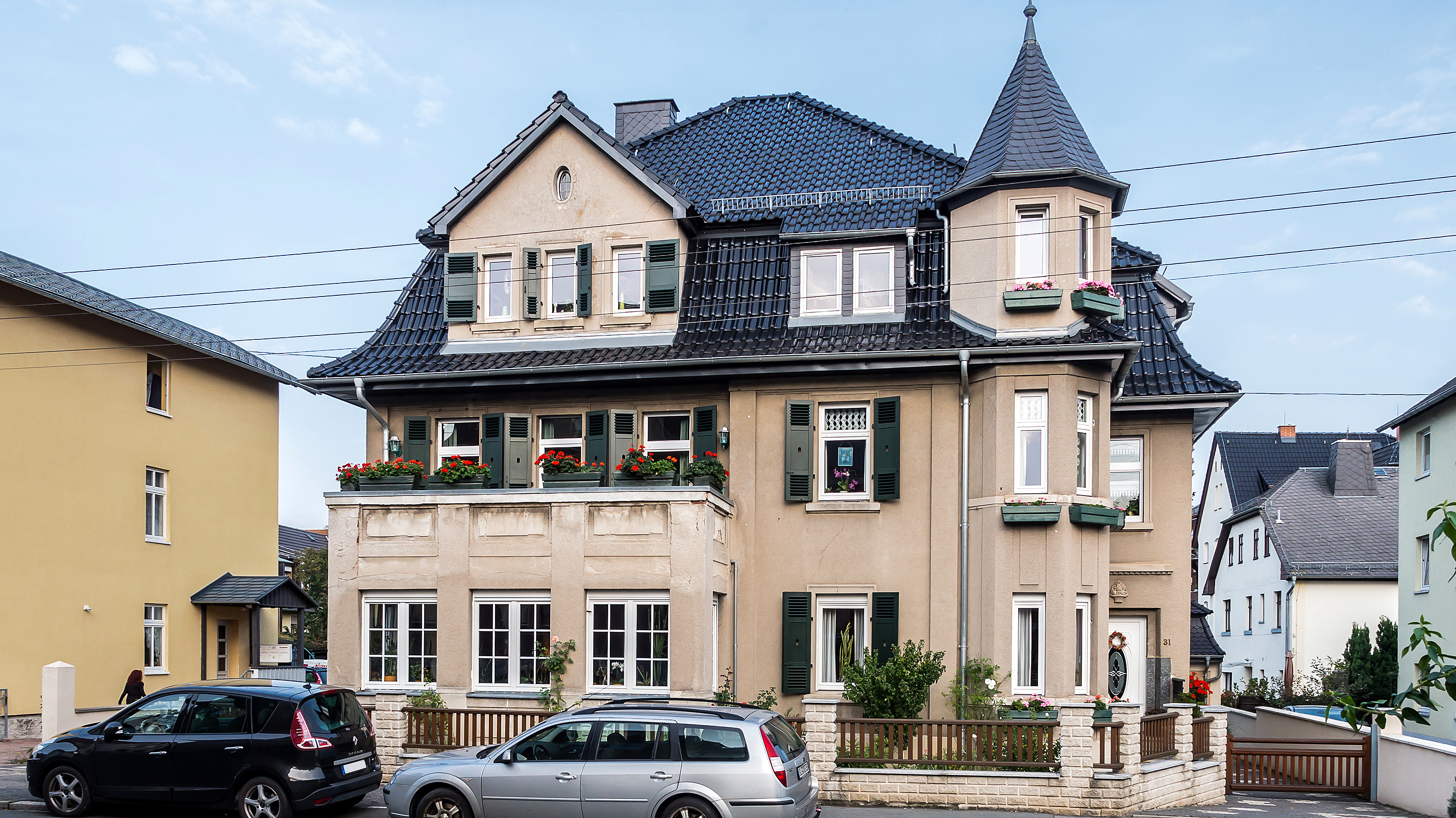
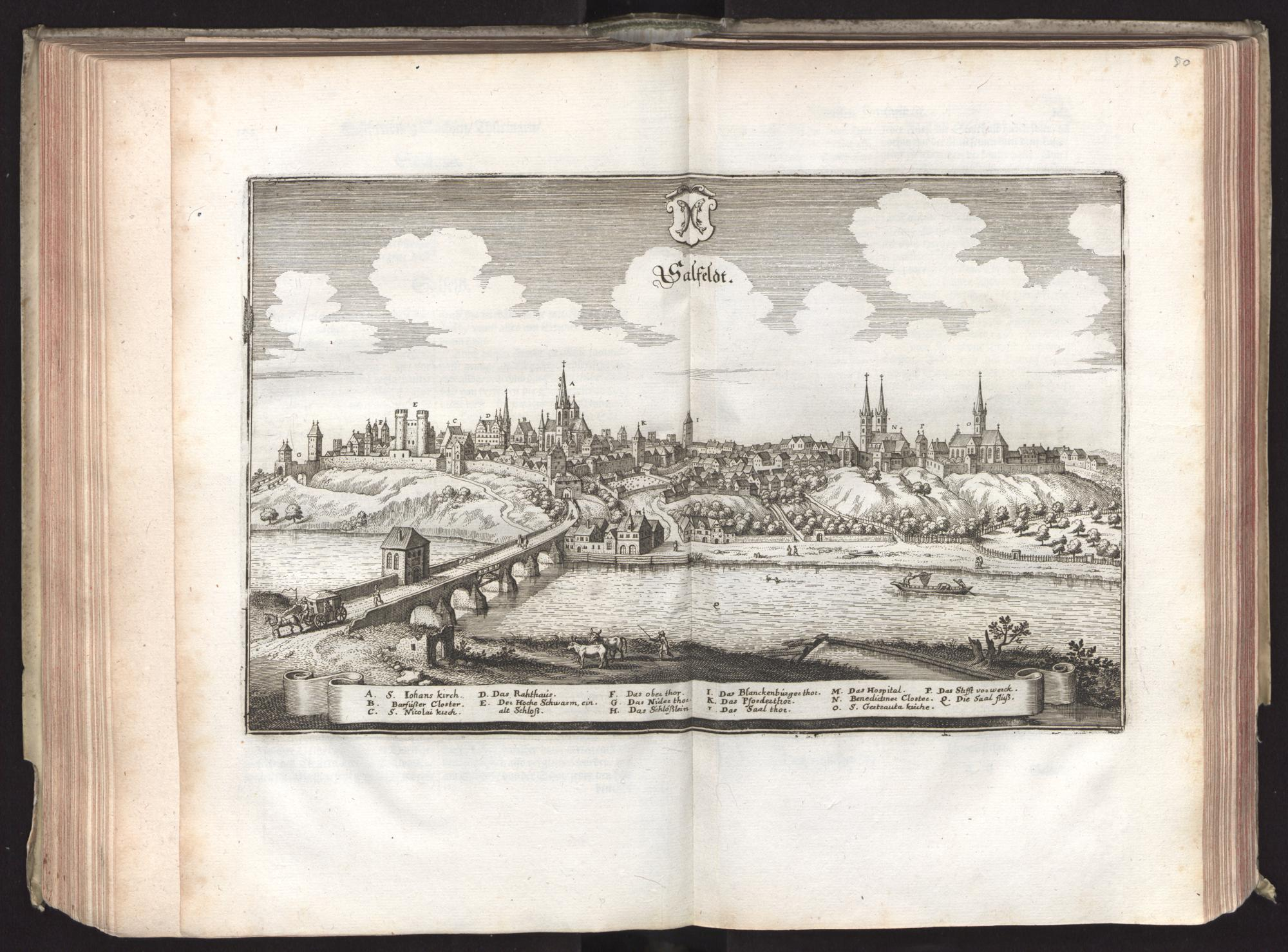
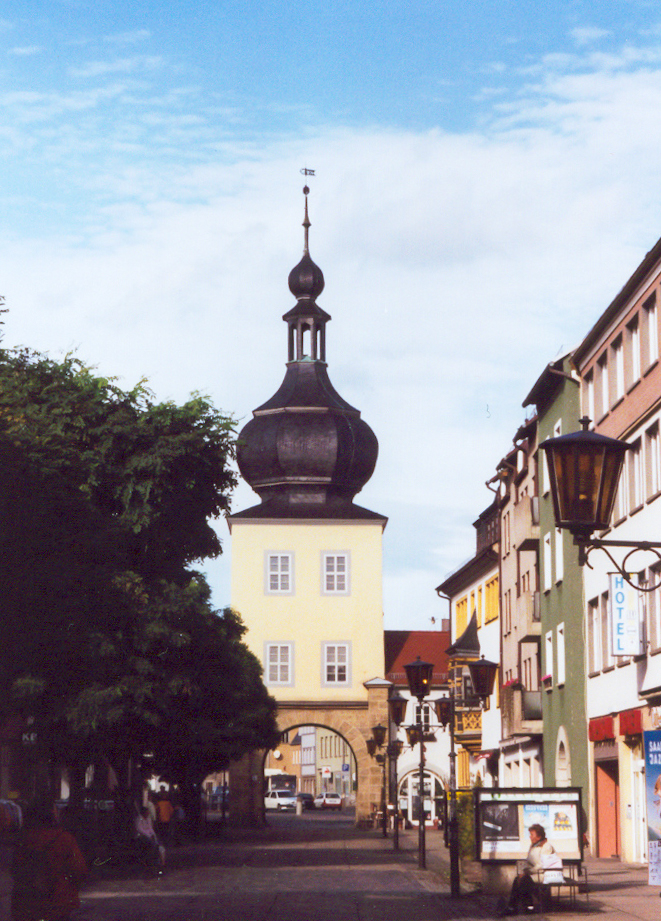
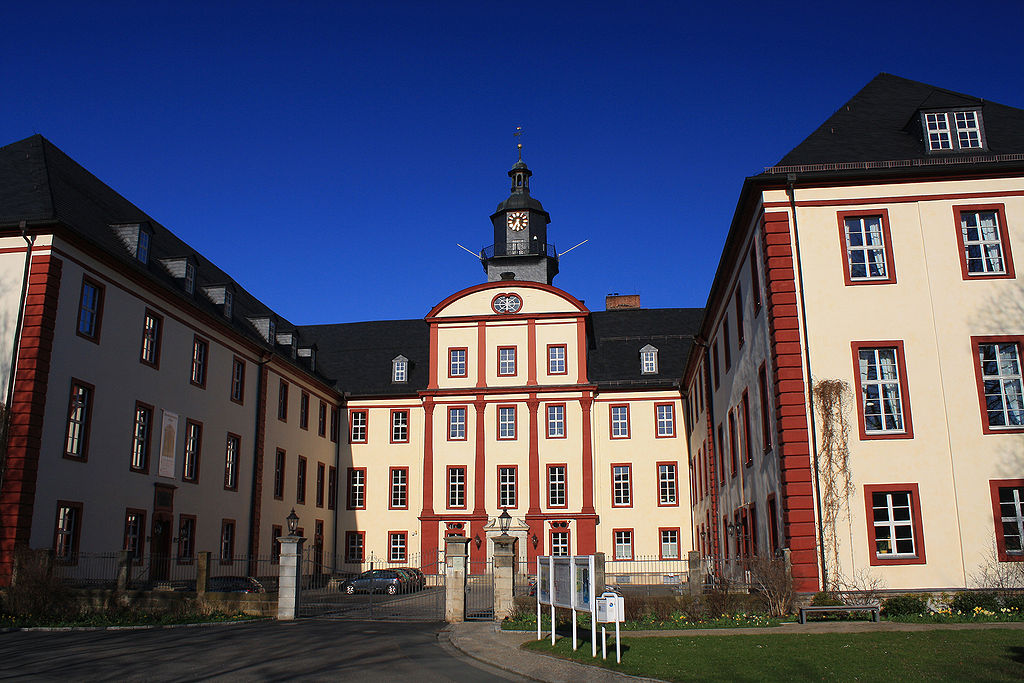
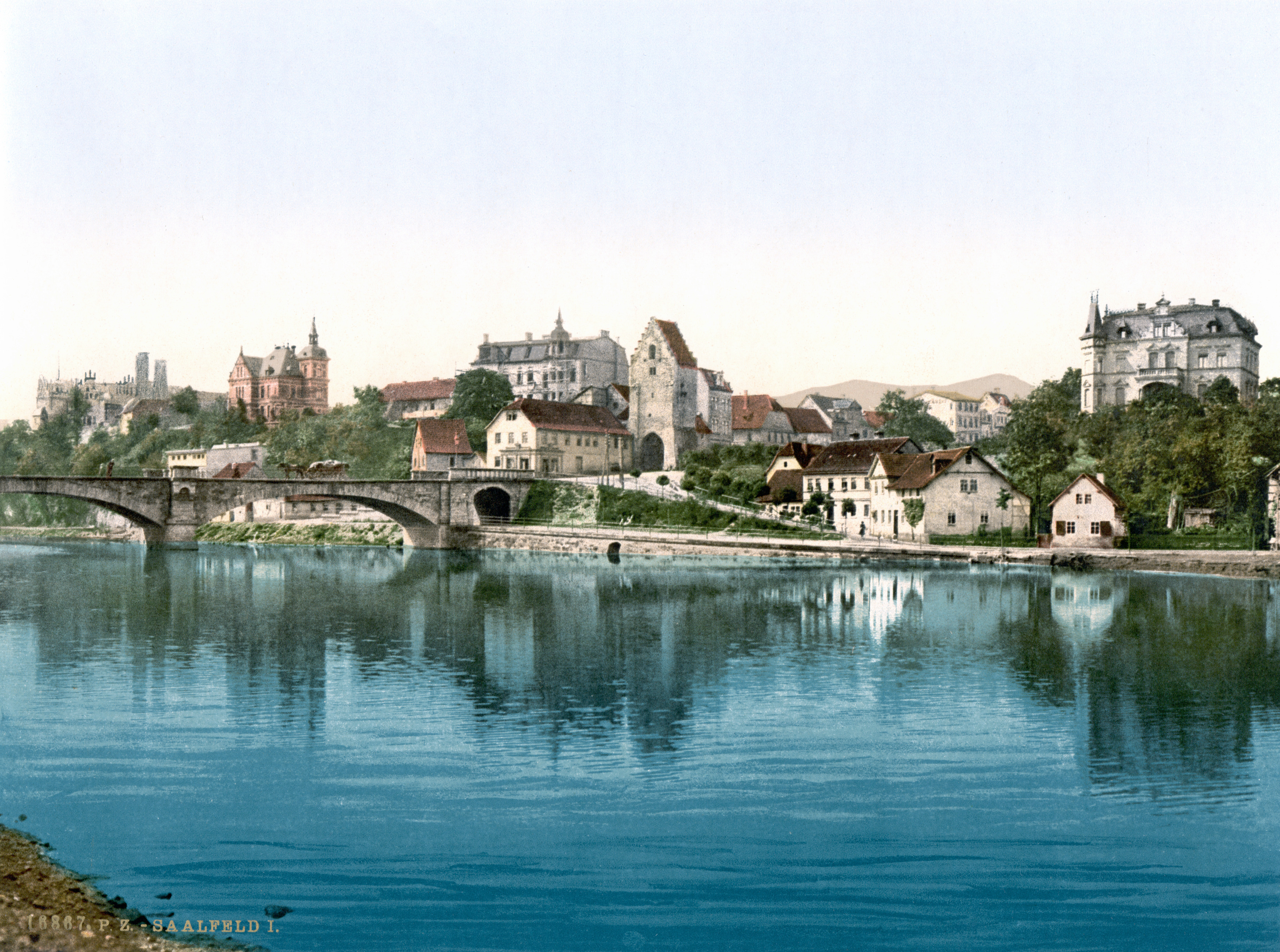